# Mohammad Rashid Mazaheri
Mohammad Rashid Mazaheri (Dogonbadan, 18 de maio de 1989) é um futebolista iraniano que joga pelo Zob Ahan.

## Carreira
Foi convocado para defender a Seleção Iraniana de Futebol na Copa do Mundo de 2018.